# RMS Queen Elizabeth 2
Az RMS Queen Elizabeth 2 a Cunard Line hajózási vállalat óceánjárója volt, mely az RMS Queen Elizabeth-et váltotta. 1969-től 2008-ig volt szolgálatban. 2004. november 5-én átvette a leghosszabb szolgálati idejű hajó címet a vállalat RMS Aquitania nevű hajójától. A hajó életében megtett 5,6 millió tengeri mérföldet, részt vett 25 földkörüli és 801 transzatlanti úton, és ez idő alatt körülbelül 2,5 millió ember utazott a fedélzetén.

## Története

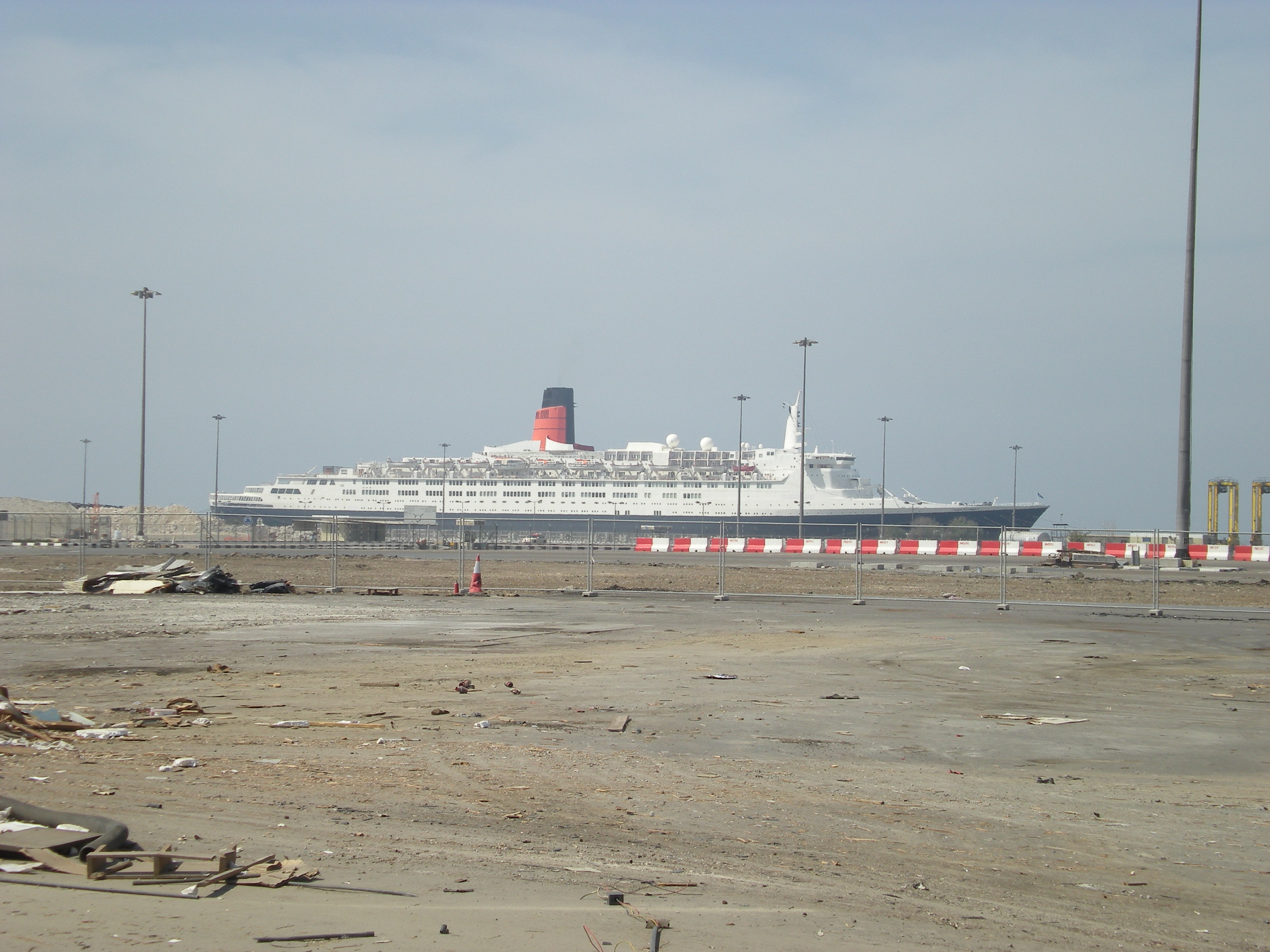
A Queen Elizabeth 2 a Dubai kikötőben.

A hajót 1967. szeptember 20-án bocsátották vízre Clydebank-ban, Skóciában. Teljes hossza 293,5 méter, szélessége 32,03 méter és a teljes magassága 52,2 méter. Csúcsebessége 34 csomó előre, 20 csomó hátra és közel 1800 embert tudott szállítani. 1969. május 2-án megtette első útját. Élete során a következő eseményekben volt része:
- sebességrekord 1970-ben: 3 nap 20 óra és 42 perc alatt tette meg a Southampton és New York közötti utat.
- 1971-ben 500 sérültet vesz fel az égő francia Antilles hajóról.
- 1972. május 17-én bombariadó volt a hajón, miközben a tengeren volt. Ejtőernyővel dobták le a bombakereső-osztagot a hajó mellé a tengerbe. (Végül nem találtak semmit.)
- 1982-ben részt vállalt a Falklandi háborúban (mint általában a tengerhajózási vállalatok Nagy-Britanniában) és jelentős átalakításon esett át: a gyönyörű belső díszburkolatot lefedték 2000 furnérlemezzel, üzemanyagcsöveket telepítettek a fedélzetről a gépházba, hogy a tengeren is lehessen utántölteni, felszereltek 3 helikopter-leszálló platformot, és átalakították a hálófülkéket, hogy elszállásolhassák az 5. gyalogosdandár 3000 emberét.
- 1998-ban az Apád-anyád idejöjjön! című film nyitójelenete a hajón játszódik
- 2004. november 5-én átvette a leghosszabb szolgálati idejű hajó címet a vállalat RMS Aquitania hajójától.
- 2007. február 20-án Sydney-ben összetalálkozott a múlt és a jövő, mikor a QE2 kikötött a RMS Queen Mary 2 mellett.

## Szolgálatának vége
A Cunard Line hajózási vállalat zászlóshajója volt 1969-től egészen 2004-ig, amikor is a Queen Mary 2 felváltotta. A hajót 2008-ban kivonták a forgalomból - negyven évnyi szolgálat után - és ennek alkalmából körbehajózta egész Nagy-Britanniát és mindig más városban kötött ki, hogy aztán Dubai-ban szálloda-hajó legyen. A Dubai partokhoz, 2008. november 26-án érkezett meg. Ezzel véget ért a Queen Elizabeth 2 szolgálata az óceánon.